# Dibu
Dibu (Dibu: la película) è un film d'animazione argentino del 1997, diretto da Carlos Olivieri e Alejandro Stoessel.
È il primo film tratto dalla serie televisiva argentina Dibu (Mi familia es un dibujo); la pellicola ha avuto due sequel, Dibu 2 - La rivincita di Nasty (uscito nel 1998) e Dibu 3 - Nello spazio (uscito nel 2002).
Ha ottenuto 1.250.000 di telespettatori.

## Trama
Marce e Pepe, sono una coppia sposata felice in seconde nozze, che vive con i loro quattro figli e un nonno. Tre dei ragazzi sono carne e sangue: Víctor, Caro e Leo; ma il quarto, Dibu è un cartone animato molto tenero, adorabile, affettuoso, carismatico, affascinante, gentile, dolce, simpatico, altruista, malizioso, combina guai, allegro, vivace e amichevole che, per ovvi motivi, non può mostrare pubblicamente.
Questa situazione, oltre alle tensioni quotidiane, causa la grande stanchezza di Marce e il dottore raccomanda di fare le vacanze. San Martin de los Andes è il posto che sceglie di riposare con Caro. Ma una volta lì, il minimo che faranno è rilassarsi, perché una mano misteriosa si intromette e trasforma il viaggio in una scatola di sorprese. Nel frattempo, a Buenos Aires, Dibu è risvegliato dalla passione per le corse automobilistiche (ereditate da suo padre) e ha avventure emozionanti quando riesce a portarlo su una pista di go-kart.
Da quel momento in poi, il suo interesse per la corsa muove l'ingegno, le risorse e le emozioni di tutti quelli che lo circondano; incluso Lucio, l'ex marito di Marce. Nel frattempo, Leo deve difendersi dalle aggressioni di un ragazzo che comprende ben poco della solidarietà. Caro, a sua volta, ha un approccio romantico nel Sud, e inaspettatamente un personaggio completamente nuovo irrompe nella storia: Buji, è una bambina dolce, adorabile, carina, civettuola e amichevole che diventa una sorellina per il caro Dibu. Anche due cani sono fondamentali nell'azione e tutti i personaggi hanno l'opportunità di vedere valori testati come amicizia, lealtà e compagnia.